# Badau (plaats)
Badau is een bestuurslaag in het regentschap Belitung van de provincie Bangka-Belitung, Indonesië. Badau telt 4113 inwoners (volkstelling 2010).